# Правда (Константиновский район)
Пра́вда — хутор в Константиновском районе Ростовской области России.
Входит в состав Николаевского сельского поселения.

## Население
| 2010 |
| ---- |
| 98   |

## Улицы
- ул. Мира,
- ул. Набережная,
- ул. Новая,
- ул. Садовая,
- ул. Центральная.